# Aquileo Venganza
Aquileo Venganza es una película de 1968 producida entre Colombia y Venezuela, dirigida por Ciro Durán. Estrenada el 22 de octubre de 1968, contó con las actuaciones de Carlos Muñoz, Camilo Medina, Rey Vásquez, Orlando Galas, Samuel Roldán y Bertha Matijasevich.

## Sinopsis
En la década de 1920, la guerra de los mil días arrasó con los campos colombianos. Los propietarios de pequeñas porciones de tierra son amenazados por bandoleros que les roban sus recursos. Aquileo, víctima de este flagelo, decide vengarse y enfrentarse solo a estos delincuentes. 

## Reparto principal
- Carlos Muñoz
- Camilo Medina
- Rey Vásquez
- Orlando Galas
- Samuel Roldán
- Bertha Matijasevich